# Gasthaus Zum Roten Roß (Großhabersdorf)

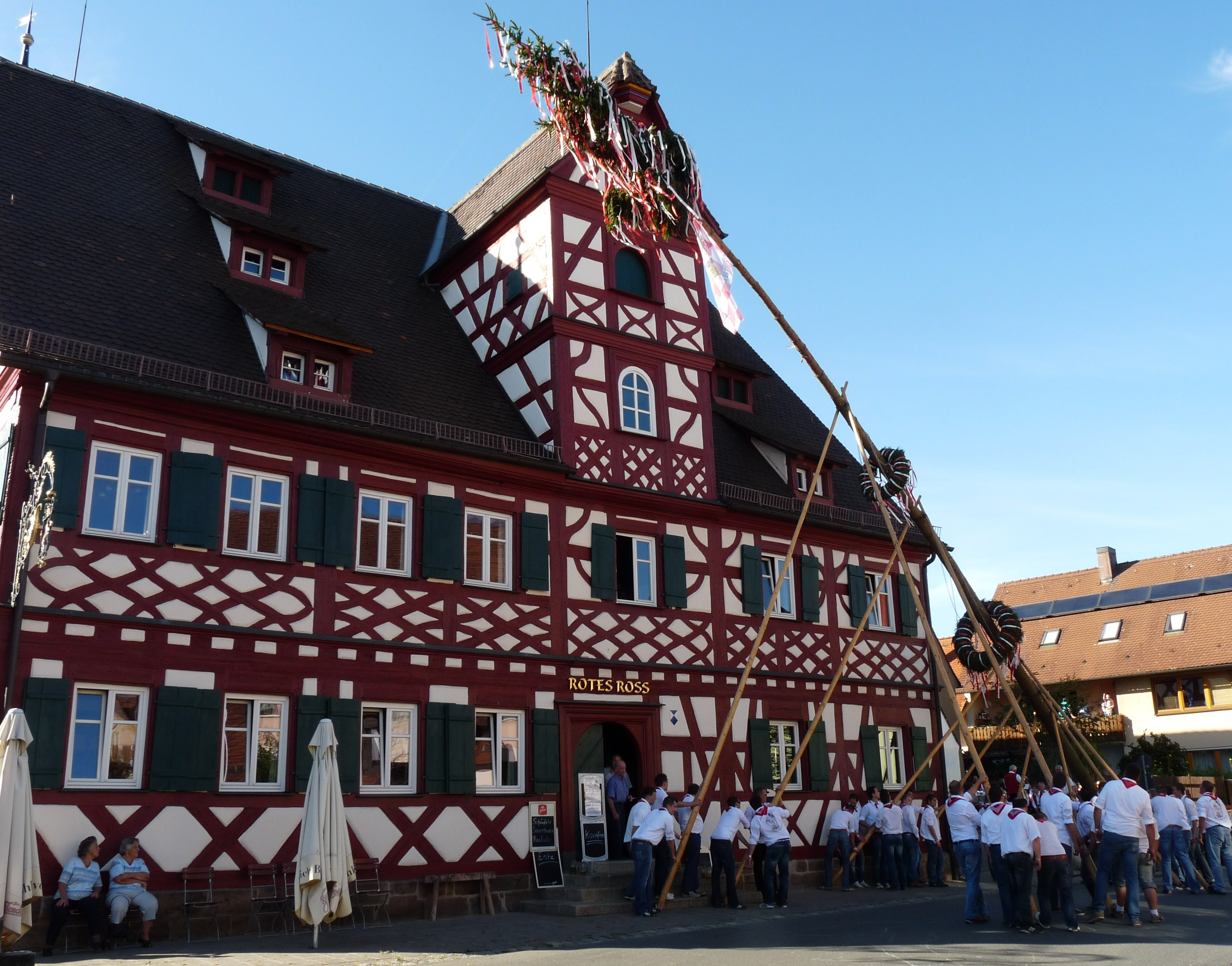
Gasthaus Zum Roten Roß in Großhabersdorf

Das Gasthaus Zum Roten Roß in Großhabersdorf, einer Gemeinde im mittelfränkischen Landkreis Fürth in Bayern, wurde 1697 von Leonhard Schneider aus Dietenhofen errichtet. Das Gasthaus an der Rothenburger Straße 3 ist ein geschütztes Baudenkmal.
Das zweigeschossige Satteldachhaus mit Schleppgauben ist in Fachwerkbauweise ausgeführt, ebenso wie der dreigeschossige Aufzugerker. Das Erdgeschoss wird traufseitig über eine Rundbogentür mit profilierter Rechteckrahmung erschlossen. Die bauzeitliche Ausstattung wie die Spindeltreppe, die Bohlen-Balkendecken und einige Türen sind erhalten geblieben.